# Gerador de energia a diesel

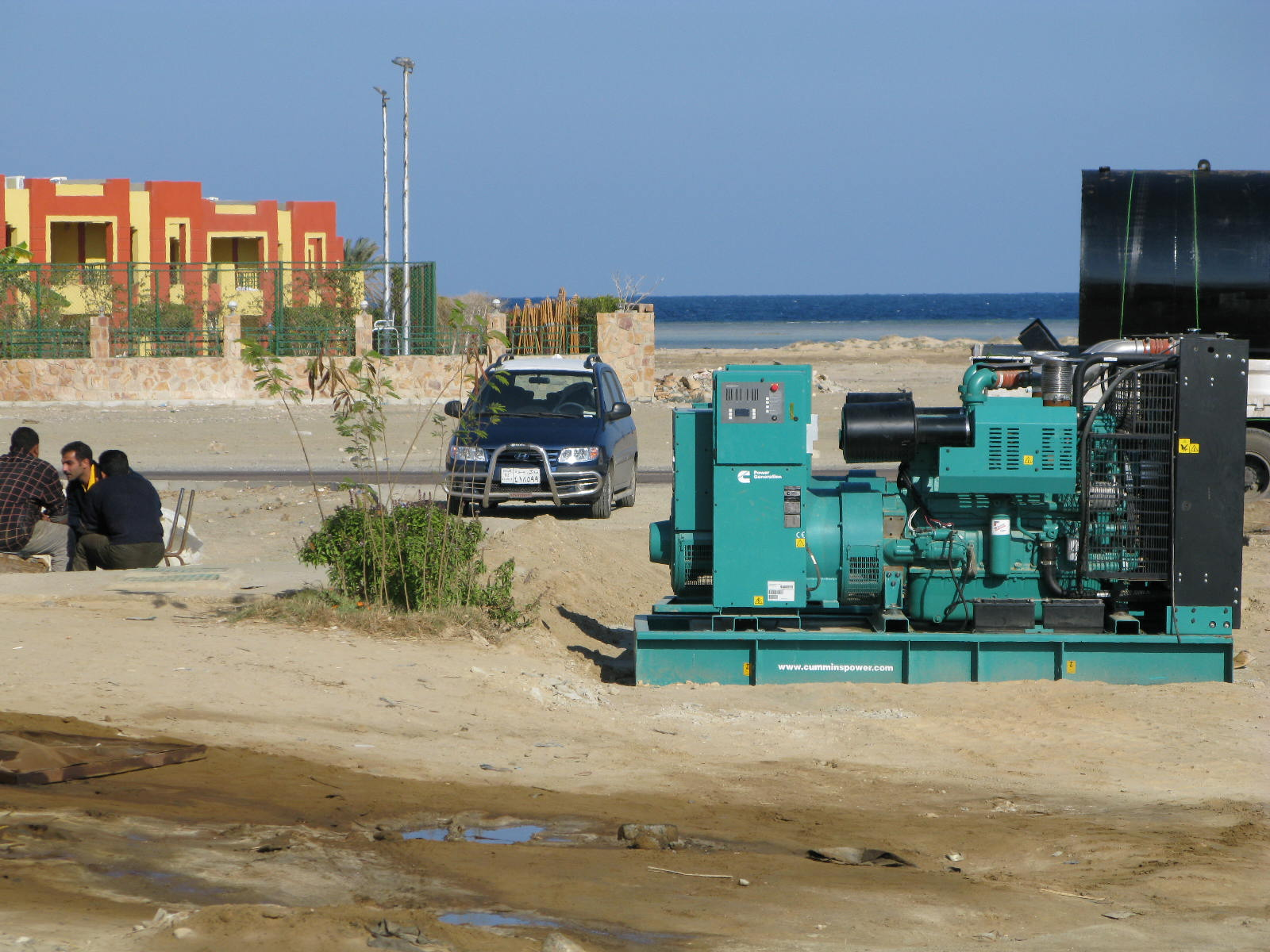
Um gerador a diesel Cummins de 150 kVA instalado temporariamente num empreendimento turístico no Egito.

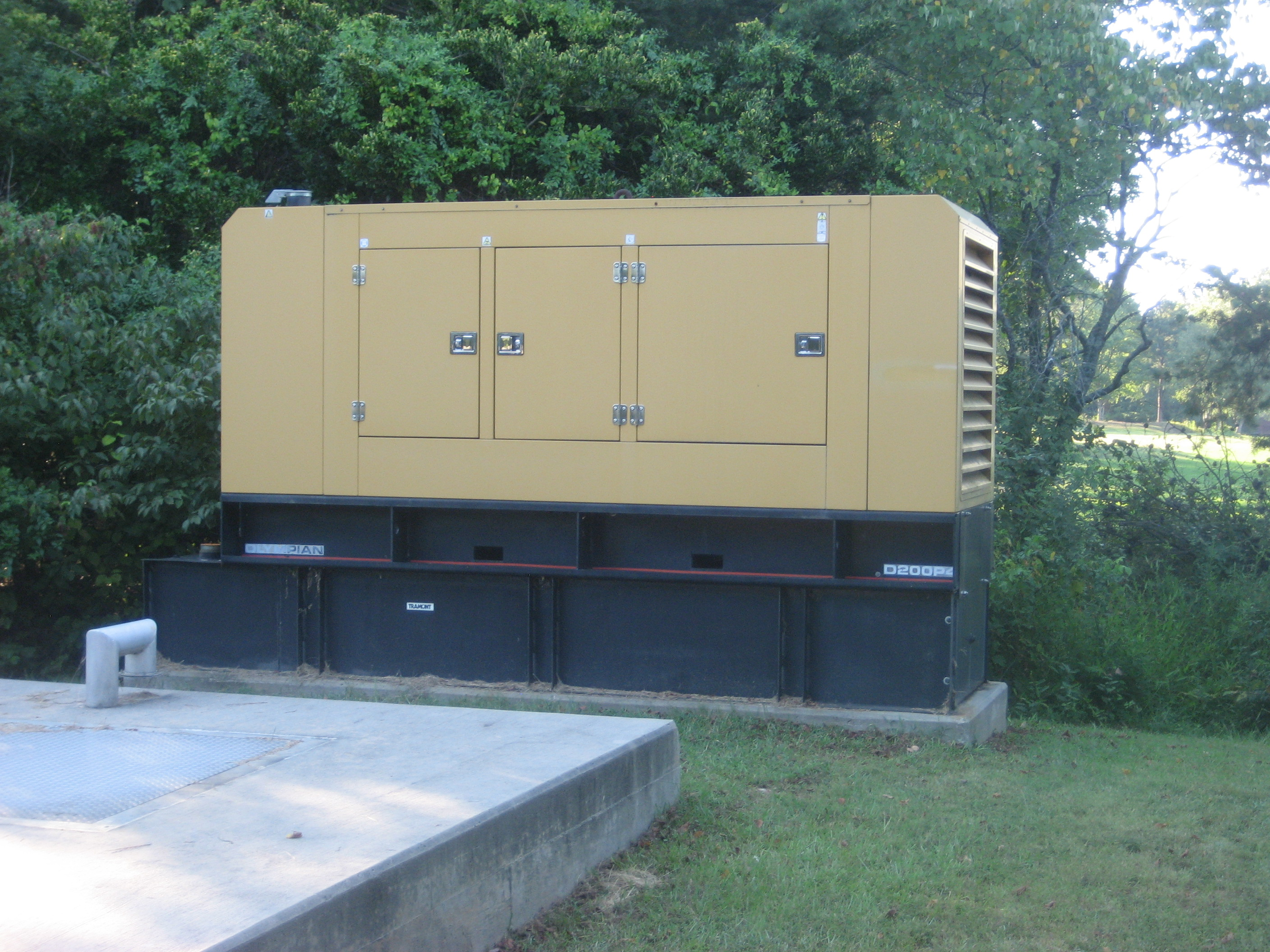
Um grupo gerador a diesel Caterpillar de 200 kWh em um gabinete com isolamento acústico usado como reserva de emergência em uma subestação de tratamento de esgoto em Atlanta, Estados Unidos.

Um gerador de energia a diesel (também conhecido como grupo gerador a diesel) é a combinação de um motor de combustão a diesel com um gerador elétrico (geralmente um alternador) para gerar energia elétrica. Este é um caso específico de motor gerador. Um motor diesel é geralmente projetado para funcionar com óleo diesel, mas alguns tipos são adaptados para outros combustíveis líquidos ou até gás natural.
Os grupos geradores a diesel são utilizados em locais sem conexão à rede elétrica, ou como fonte de alimentação de emergência em caso de falha da rede alimentadora, bem como para aplicações mais complexas, como corte de picos, suporte à rede e exportação de energia para a rede elétrica.
O tamanho do gerador a diesel é crucial para minimizar a carga baixa ou a escassez de energia. O dimensionamento é complicado pelas características da eletrônica moderna, especificamente pelas cargas não lineares. Em faixas de tamanho em torno de 50 MW e superiores, uma turbina a gás de ciclo aberto é mais eficiente em plena carga do que uma série de motores diesel e muito mais compacta, com custos de capital comparáveis; mas para carregamento parcial regular, mesmo nestes níveis de potência, os conjuntos de geradores com motores a diesel são por vezes preferidos ao invés de turbinas a gás, devido às suas eficiências superiores.